# Кенбідаїк
Кенбідаї́к (каз. Кеңбидайық) — село у складі Коргалжинського району Акмолинської області Казахстану. Адміністративний центр Кенбідаїцького сільського округу.
Населення — 324 особи (2021; 479 у 2009, 1109 у 1999, 2039 у 1989).
Національний склад станом на 1989 рік:
- казахи — 70 %.

У радянські часи село називалось також Каракуга.